# Hormosinella
Hormosinella es un género de foraminífero bentónico de la familia Hormosinellidae, de la superfamilia Hormosinelloidea, del suborden Hormosinina y del orden Lituolida. Su especie-tipo es Reophax distans. Su rango cronoestratigráfico abarca desde el Bartoniense (Eoceno medio) hasta la Actualidad.

## Discusión
Clasificaciones previas hubiesen incluido Hormosinella en la subfamilia Reophacinae, de la familia Hormosinidae, de la superfamilia Hormosinoidea, así como en el suborden Textulariina del orden Textulariida o en el orden Lituolida.

## Clasificación
Hormosinella incluye a las siguientes especies:
- Hormosinella carpenteri
- Hormosinella distans
- Hormosinella gracilis
- Hormosinella guttifera
- Hormosinella ovicula, también aceptado como Reophanus oviculus
- Hormosinella pyritubula
- Hormosinella spiculammina

Otra especie considerada en Hormosinella es:
- Hormosinella dentaliniformis, aceptado como Reophax dentaliniformis